# Organització per la Prohibició de les Armes Químiques
L'Organització per a la Prohibició de les Armes Químiques (OPAQ) és una organització intergovernamental, amb seu a la Haia, Països Baixos. L'organització promou i verifica el compliment de la Convenció sobre Armes Químiques, que prohibeix l'ús d'armes químiques i exigeix la seva destrucció. La verificació consisteix tant en l'avaluació de les declaracions dels estats membres com en les inspeccions in situ. L'organització va rebre el Premi Nobel de la Pau el 2013.